# Thürkow
Thürkow est une commune allemande de l'arrondissement de Rostock, Land de Mecklembourg-Poméranie-Occidentale.

## Géographie
Thürkow se trouve à l'ouest de la Suisse mecklembourgeoise, à proximité du Teterower See. Le sud-ouest de la vallée appartient au parc naturel de Suisse mecklembourgeoise et du lac de Kummerow.
Le quartier de Todendorf fait partie de la commune de Thürkow.
La commune de Thürkow se situe sur la Bundesstraße 108 entre Teterow et Rostock. Une Landesstraße mène à Gnoien. La ligne de Teterow à Gnoien est fermée en 1997.

## Histoire
Todendorf est mentionné pour la première fois en 1304, tandis que Thürkow l'est en 1371. De 1481 à 1796, il est la propriété de la Maison  de Zeppelin.
L'église du village de style gothique date du XIIIe siècle. En raison de la pente du ruisseau, une petite centrale hydroélectrique est installée en 1999 à la place de l'ancien moulin à eau.
Le manoir de Thürkow est construit en 1860 dans un style classique allemand. Une association germano-japonaise le gère comme un centre culturel appelé "Schloss Mitsuko".

## Source, notes et références
- (de) Cet article est partiellement ou en totalité issu de l’article de Wikipédia en allemand intitulé « Thürkow » (voir la liste des auteurs).